# Merii
Merii（メリィ、1984年8月28日 - ）は、日本のファッションモデル・女優。かつてはジャングルに所属していた。夫はファッションデザイナーの加藤哲朗。

## 来歴
2008年2月、映画 『砂の影』で女優デビュー。

## 出演

### 映画
- 砂の影 同僚　役　(2008年2月)
- GANTZ 白石いずみ 役　(2011年1月)
- バナナvsピーチまつり（2013年）
  - 共犯者たち - 主演（長谷川初範とW主演）
  - ウインターズ・レコード - 主演（長谷川初範とW主演）

### 雑誌

#### 現在
- 別冊ランドネ アウトドア女子の手作りBOOK （2011年1月22日、エイ出版社）
- 別冊ランドネ アウトドアスタイルBOOK 2011 Fall&Winter（2011年9月28日、エイ出版社） - 表紙
- ランドネ 4月号（2011年2月23日、エイ出版社）
- OZplus 3月号（2011年1月28日、スターツ出版）
- OZplus 9月号（2011年7月28日、スターツ出版）
- OZplus 11月号（2011年9月28日、スターツ出版）
- OZplus 3月号（2012年1月28日、スターツ出版）
- OZplus 5月号（2012年3月28日、スターツ出版）
- リンネル 4月号（2011年2月19日、宝島社）
- リンネル 10月号（2011年10月20日、宝島社）
- リンネル 3月号（2012年1月20日、宝島社）
- リンネル 6月号（2012年4月20日、宝島社）
- リンネル 7月号（2012年5月19日、宝島社）
- リンネル 8月号（2012年6月20日、宝島社）
- 七緒 vol.26 着物からはじまる暮らし（2011年6月7日、プレジデント社） - 表紙
- JILLE（2011年7月12日、双葉社）
- 装苑 9月号（2011年7月28日、文化出版局）
- 装苑 6月号（2012年4月27日、文化出版局）
- nina's 2012 MARCH（2012年2月7日、祥伝社）
- nina's 7月号（2012年6月7日、祥伝社）

#### 過去
- ゼクシィ、anan
- Zipper、spoon.、mini

### 広告
- COCUE イメージモデル
- 千趣会 カタログ
- 無印良品 カタログ
- mina perhonen 紋黄蝶 2008 Spring / Summer Collection カタログ
- SKELT 8 BAMBINO（2008年10月15日、冬唄） - CD JACKET
- ポイント LOWRYS FARM（2011年10月21日） - HP・その他媒体 / PV

### 書籍
- LIBERTYPRINT2011 spring&summer style / e-MOOK（2011年1月27日、宝島社）
- mercibeaucoup, 2012 spring&summer collection / e-MOOK（2011年12月8日、宝島社）
- くまのがっこう 10th Anniversary BOOK / e-MOOK（2012年3月27日、宝島社）
- une nana cool 2012 Spring&Summer Collection / e-MOOK（2012年4月5日、宝島社）
- かんたんに作れる、一年中のはおりもの / 月居良子著書 （2011年9月30日、文化出版局） - 表紙
- パターンが楽しいニットのふだん着 / michiyo著書（2012年2月17日、文化出版局） - 表紙
- 春夏秋のナチュラル服 / MOOK（2012年3月27日、ブティック社） - 表紙

### その他
- 冊子 「わたしのごちそう」（2012年3月7日、伊勢丹）

### CM
- NTT Docomo N904i（2007年5月15日、ビスケット 篇） - 女の子 役
- NTTコミュニケーションズ CreativE-Life for Everyone（2009年2月21日、1人じゃない無人島 篇） - デザイナー志望 役
- 森永製菓 ベイク（2010年06月26日、ベイクの行進 篇） - 女の子 役
- ワコール Fit for My Life 私のいちばん好きな人は、私をいちばん好きな人（2010年10月 - 2011年3月） - 彼女 役
  - オムレツ 篇、手をつなごう 篇、らくがき1 - 3 篇、ベランダの風 篇、記念写真 篇
  - 風邪ひいた 篇、かたぐるま 篇、ひみつ基地 篇、サカナの雲 篇、糸でんわ 篇
- サントリー ウーロン茶 プレミアムクリア（2011年4月5日、雲梯（うんてい）篇） - 雲梯をする少女 役
- ヒト・コミュニケーションズ 企業（2011年8月、キミたちがHOPEだ 女性 / 男性 篇）

### PV
- キリンジ（2006年9月27日、配信限定シングル / 「Lullaby」） - 少女 役

### 映画
- 砂の影（2008年2月2日、スローラーナー） - 同僚 役
- GANTZ（2011年1月29日、東宝） - 白石いずみ 役
- 東京無印女子物語（2012年6月16日、ベストブレーン）

### イベント
- スマートなこけし展（2011年11月18日 - 12月7日、TOKYO CULTUART by BEAMS）